# Chích bông cánh vàng
Chích bông cánh vàng hay chích bông cổ sẫm (danh pháp hai phần: Orthotomus atrogularis) là một loài chim chi Chích bông trong họ Chiền chiện. Loài này phân bố ở Bangladesh, Brunei, Campuchia, Trung Quốc, Ấn Độ, Indonesia, Lào, Malaysia, Myanma, Singapore, Thái Lan, và Việt Nam. Môi trường sống tự nhiên của nó là rừng đất thấp ẩm nhiệt đới và cận nhiệt đới và rừng ngập nước nhiệt đới hoặc cận nhiệt đới.